# Karel
Karel je celoevropsky rozšířené velice oblíbené mužské jméno, používané i hlavami států.
Jméno Karel vzniklo z germánského slova karlaz, což znamená „svobodný muž“. Ve staroangličtině přežilo jako churl (staroanglicky „ċeorl“). Pod vlivem slávy císaře Karla Velikého se velice rozšířilo a v češtině, polštině, chorvatštině, srbštině a maďarštině zdruhovělo: označuje krále. V Česku slaví Karlové svátek 4. listopadu nebo podle staršího kalendáře 28. ledna. Ženská podoba jména je Karla a Karolína.

## Domácké podoby
Kája, Kájin, Kájíček, Kájík, Kájínek, Karlík, Karlíček, Karlos, Kárl, Kódl

## Statistické údaje
Následující tabulka uvádí četnost jména v ČR a pořadí mezi mužskými jmény ve srovnání roků, pro které jsou dostupné údaje MV ČR – lze z ní tedy vysledovat trend v užívání tohoto jména:
| Rok       | Četnost       | Pořadí   |
| 1999      | 140 212       | 13.      |
| 2002      | 135 363       | 13.      |
| 2006      | 124 784       | 13.      |
| 2007      | 122 786       | 13.      |
| 2009      | 118 844       | 14.      |
| 2015      | 105 873       | 15.      |
| Porovnání | o 34 339 méně | o 2 hůře |

Změna procentního zastoupení tohoto jména mezi žijícími muži v ČR (tj. procentní změna se započítáním celkového úbytku mužů v ČR za sledované roky 1999–2015) je −24,49 %, což svědčí o poměrně značném úbytku obliby tohoto jména.
V roce 2006 se podle údajů ČSÚ jednalo o 34. nejčastější mužské jméno u novorozenců, avšak v roce 2012 klesla oblíbenost na 39. místo.
Nejvíce nově narozených Karlů (podle dat portálu Kdejsme.cz) bylo v roce 1947, a to 2929. V roce 2015 pouze 288 novorozenců bylo pojmenováno Karel, což činí pokles o -90,17%.

## V cizích jazycích
- Carl (anglicky)
- Carles (katalánsky)
- Carlo (italsky)
- Carlos (španělsky, portugalsky)
- Charles (anglicky, francouzsky)
- Charlie (anglicky)
- Kaarle (finsky)
- Kaarlo (finsky)
- Kalle (finsky, estonsky)
- Karl (německy, švédsky, dánsky)
- Karol (polsky, slovensky)
- Karolos (řecky)
- Karel (nizozemsky)
- Karlo (chorvatsky)
- Károly (maďarsky)
- Séarlas (irština)

## Známí nositelé jména

### Svatí
- Karel Veliký (742–814), franský král a první středověký římský císař
- Karel I. Flanderský (1084?–1127), hrabě flanderský
- Karel Boromejský (1538–1584), italský biskup v Miláně
- Karel Evžen z Mazenodu (1782–1861), katolický světec
- Karl Leisner (1915–1945), německý kněz, umučený v Dachau; blahořečen 1966
- Karel Lwanga (1860 nebo 1865 – 1886), katolický křesťan, upálený v Ugandě

### Císařové
- Karel Veliký, franský král (768–814) a římský císař (800–814)
- Karel II. Holý, římský císař (875–877) a první západofranský král
- Karel III. Tlustý, římský císař (876–887, †888)
- Karel III. Francouzský, západofranský král
- Karel IV., římský císař (1355–1378)
- Karel V., římský císař (1519–1556, †1558)
- Karel VI., římský císař (1711–1740)
- Karel VII. Albrecht, římský císař (1742–1745)
- Karel I. (1887–1922), císař rakouský a jako Karel IV. král uherský (1916–1918)

### Králové a členové panovnické rodiny
- Karel III. Neapolský (1345–1386), neapolský a uherský král
- Karel z Provence (asi 845–863), král Burgundska a Provence
- Karel I. Portugalský (1863–1908), portugalský král
- Karel I. Robert (1288–1342), uherský král
- Karel I. Rumunský (1839–1914), rumunský kníže a král
- Karel IV. Španělský (1748–1819), španělský král
- Karel I. Württemberský (1823–1891), württemberský král

angličtí
- Karel I. Stuart (1600–1649), král Velké Británie a Irska
- Karel II. Stuart (1630–1685), král Velké Británie a Irska
- Karel Edvard (1720–1788), pretendent anglický
- Karel III. (* 1948), král Spojeného království

švédští
- Karel X. Gustav (1622–1660)
- Karel XI. (1655–1697)
- Karel XII. (1682–1718)
- Karel XIII. (1648–1718)
- Karel XIV. (1763–1844)
- Karel XV. (1826–1872)
- Karel XVI. Gustav (* 1946)

### Knížata, vévodové a hrabata
- Karel Bedřich (1728–1811), velkovévoda badenský
- Karel II. Brunšvický (1804–1873), v letech 1815–1830 vévoda brunšvický
- Karel I. Flanderský (1084? –1127), flanderský hrabě
- Karel Smělý (1433–1477), vévoda burgundský
- Karel Vilém (1679–1738), markrabí bádensko-durlašský
- Karel Vilém Ferdinand (1735–1806), vévoda brunšvický
- Karel, vévoda z Württembergu (1936–2022), vévoda z Württembergu

### Duchovní
- Karel Cikrle, český katolický kněz
- Karel Farský, biskup Církve československé (husitské)
- Karel Herbst, český katolický biskup
- Karel Kašpar, český kardinál
- Karel Otčenášek, český arcibiskup
- Karol Sidon, židovský rabín a český spisovatel
- Karol Józef Wojtyła, papež Jan Pavel II.

### Politikové
- Karel Engliš, český politik a národohospodář
- Charles de Gaulle, francouzský generál a státník
- Karel Kramář, český politik
- Karl Liebknecht, německý politik
- Karel Martel, franský majordomus
- Karel Schwarzenberg, český politik

### Umělci
- Karel Ančerl, český dirigent
- Karel Augusta, český herec
- Charles Aznavour, francouzský zpěvák
- Charles Baudelaire, francouzský spisovatel
- Karel Berman, český operní pěvec
- Karel Havlíček Borovský, český básník a novinář
- Charles Bronson, americký herec
- Charles Bukowski, americký básník a spisovatel
- Carlos Castaneda, perský spisovatel
- Carl Cox, DJ hrající house a techno
- Karel Čapek, český spisovatel, novinář a dramatik
- Karel Černoch, český zpěvák
- Charles Dickens, britský spisovatel
- Charles Lutwidge Dodgson, anglický spisovatel
- Karol Duchoň, slovenský zpěvák
- Karel Effa, český filmový herec
- Karel Jaromír Erben, český spisovatel, básník a etnograf
- Karel Fiala, český herec a zpěvák
- Carlos Fuentes, mexický spisovatel
- Carlo Goldoni, italský dramatik
- Karel Gott, český zpěvák
- Karel Hála, český zpěvák
- Karel Hašler, český písničkář a herec
- Karel Heřmánek, český herec a ředitel divadla
- Karel Hlaváček, český básník
- Karel Hlušička, český herec
- Karel Höger, český herec
- Karel Hvížďala, český novinář a spisovatel
- Charlie Chaplin, britský filmový komik
- Karel Kachyňa, český režisér a herec
- Karel Klostermann, český spisovatel
- Karel Krautgartner, český jazzový hudebník – saxofonista
- Karel Kryl, český zpěvák, písničkář a básník
- Karel Lamač, český režisér a herec
- Carlo Lurago, italský barokní architekt a sochař
- Karel Hynek Mácha, český spisovatel a básník
- Karel May, německý spisovatel dobrodružné literatury
- Karel Pacner, český novinář a spisovatel
- Karel Plicka, český fotograf a filmař
- Karel Plíhal, český folkový zpěvák, písničkář a hudební skladatel
- Ray Charles Robinson, americký zpěvák
- Karel Roden, český herec
- Carlos Santana, mexický kytarista a zpěvák
- Karel Smyczek, český režisér a herec
- Karel Steigerwald, český divadelník a spisovatel
- Karel Svoboda, český hudební skladatel
- Karel Šíp, český textař a moderátor
- Karel Teige, český teoretik umění
- Karel Toman, český básník
- Karel Vágner, český skladatel
- Karel Vlach, český hudebník a dirigent
- Carl Maria von Weber, německý hudební skladatel
- Karel Vladislav Zap, český spisovatel a historik
- Karel Zeman, český režisér a herec
- Karel Zich, český zpěvák

### Vědci
- Charles-Augustin de Coulomb, francouzský fyzik
- Karel Čáslavský, český filmový historik
- Charles Darwin, britský přírodovědec
- Carl Friedrich Gauss, německý matematik a fyzik
- Carl Gustav Jung, švýcarský psychiatr, psycholog a filosof
- Carl Linné, švédský přírodovědec
- Karl Marx, německý myslitel a filosof
- Karel Bořivoj Presl, český přírodovědec
- Carl Sagan, americký astronom, astrofyzik a autor
- Carl Zeiss, německý průmyslník a optik

### Sportovci
- Carlo Ancelotti, italský trenér
- Karol Divín, československý krasobruslař
- Karol Dobiáš, slovenský fotbalista a trenér
- Karel Poborský, český fotbalista
- Karel Rachůnek, český hokejista
- Karol Kisel, slovenský fotbalista
- Carlos Tévez, argentinský fotbalista

### Ostatní
- Karl Benz, německý automobilový konstruktér
- Karl Dönitz, německý nacistický velkoadmirál
- Karel Pezl, český armádní generál
- Karol Polák, slovenský komentátor

## Fiktivní
- Charles Montgomery Burns
- Carl Carlson
- Karel a Karel postavy řidičů z filmu Účastníci zájezdu (2006): „Vracejte ty podšálky!“

## Karel jako příjmení
- viz Karel (příjmení)